# 深圳地铁5号线
深圳地铁5号线，原名为环中线，是深圳地鐵營運中的路線之一，线路西起赤湾东至黄贝岭，全长47.393公里，其中43.6公里为地下线路，共设34座车站，其中兩座為高架站（塘朗站及長嶺陂站）。
5號線于2007年开工，並于2011年6月22日建成通車。在開通運營初期，5號線將開行列車37列，達到40多萬人次的全日客運量；在運營遠期，將開行列車74列，全日客運量達到100多萬人次。
5號線是深圳地鐵最繁忙的地鐵線路。截至2024年7月4日，5號線日均客運量達112.31萬人次。

## 线路走向
5號線屬於城市軌道交通系統，位於深圳城市發展的第二圈層。5號線由赤灣站開始，途經前海深港现代服务业合作区、月亮灣片區，寶安中心、新安舊城區、西麗、深圳大學城、龍華二線擴展區、坂田、布吉、罗湖东湖旧城区等區域，至黄贝岭站交匯深圳地鐵2号綫和8號線。該線路並設有一個車輛段和一座停車場，分別位於塘朗和上水徑。因塘朗车辆段旁边为国铁平南铁路。因此，该车辆段拥有深圳地铁唯一一条与国铁线联络的联络线。
該線貫穿深圳第一、二圈層，從南山區（前海深港现代服务业合作区）出發，途經寶安區、南山區、龍華區、龍崗區、羅湖區，連接城市東、中、西三條發展軸，與10條軌道交通線換乘。其中，前海灣站、深圳北站、布吉站為綜合樞紐站。按照規劃，5號線將設7個綜合換乘中心，分別是寶安中心站、靈芝站、西麗站、深圳北站、五和站、太安站和黃貝嶺站。
5號線也將西延至大劇院站，沿深南东路计划设置東門路、建设路和大剧院三站。

## 歷史

### 早期规划
在最初的設計中，5號線稱為11號線，是平南鐵路和平鹽鐵路的改造工程，途經南頭、西麗、龍華、平湖等地到達龍崗區，設計全長38公里，並設有12個車站。其中，深圳西站與1號線轉乘，深圳北站與4號線轉乘，塘坑車站與3號線轉乘。
在2004年7月，中國國家發改委在批覆中要求深圳市政府對5號線再作進一步論證。其後，5號線的功能由快線改為幹線，並採用不與平南鐵路共軌的方案，近似現時定線。此次調整的意見在2006年8月得到市政府的同意。
2007年7月，深圳市政府组织专家对《深圳地铁5号线工程可行性研究报告》进行评估。报告显示深圳地铁5号线西起前海湾站，经宝安中心、新安旧城区、西丽、大学城、龙华二线扩展区、坂田、布吉、东门至大剧院站。线路全长42.391公里，其中，高架线路为3.62公里，地下线路为38.491公里，地面线路为0.28公里。预计该线路总投资约192亿元。
在可行性研究报告中，5號線与1号綫、2号綫在大剧院站换乘，同时规划中的9号线也经过该站。大剧院站将成为四线换乘站，施工难度大，同時亦受到資金有限以及深南大道路面交通产生较大的因素影响。2007年10月10日，深圳軌道交通建設第七次工作會議上公佈，5號線的東端將被縮短，車站數因而由原來的29個減至26個，終點站由原先的大劇院站改為黃貝嶺站，並和2號線、8號線換乘，不再与1號線换乘。

### 一期工程建设
2007年12月21日，5號線試驗段的工程開工動員大會在寶華站（當時稱為寶華路站）舉行，標誌著該線正式動工。根据开工时资料，5號線长39.89公里，其中高架线路3.45公里，地下线路36.16公里，地面线路0.28公里。预算投资约189.96亿元。事後實際投資為205.58亿元，為深圳地鐵二期工程裡造價最高的線路。
同时，新聞媒體亦指出曾經取消的上水徑站恢復，令5號線全線站點數目增至27個。
在開工動員大會上，深圳市副市長張思平和中國中鐵股份有限公司總裁李長進分別代表深圳市政府和中鐵股份簽訂《戰略合作關係框架協議書》，以期在更廣泛的領域和更深層次上加強雙方的長期合作。
2008年11月12日，5號線第一台盾构机始发，标志着5號線全面动工。2010年2月底全线洞通，完成全部主体结构施工。2011年3月31日，5號線正式试运行。

### 线路更名
2008年4月23日，深圳市規劃局宣佈為地鐵1至5號線命名，其中5號線易名為「環中線」。
BT模式
深圳地鐵5號線試驗段以「建設－轉讓」（BT）模式興建，是截至2007年12月為止中國大陸同類型項目中規模最大的一項。BT的主辦方中國中鐵股份有限公司將會承擔該工程的投資、融資、設計和施工總承包，而建設完成後，該段路線則會移交給業主深圳市地鐵有限公司進行營運。

### 通车
2011年6月22日，5號線正式开通，开通时线路长度增至40.001公里，总投资约200.6亿元。

### 线路名再度更改
2013年1月，网络上曝出深圳地铁集团内部文件，指地铁三期工程会把线路名称全部更改回数字，更指多数市民赞成采用更便于记忆的数字命名方式，不赞成采用中文命名。1月5日，深圳市轨道交通建设指挥部第十八次工作会议研究承认了这个消息。不过实际上也有不少市民表示不满，指政府“朝令夕改”。若将文字线路名称更改回数字，可能与月台编号混淆。
2013年10月，深圳地铁正式开始路线更名工作，本线线路名改回数字名称，但原有线路文字名称繼續保留，以括号标注其后。目前原有文字线路名的标识随着标识更新而逐步消失。

### 南延段
2014年，深圳地鐵集團為一期工程（深圳市前海市政配套土建預留工程I土建5121標段，桂灣站至前海公園站）進行招標，由中國電力建設股份有限公司以16億9千2百多萬人民幣中標，中標工期為817天。該段全長2.3公里，在前海深港现代服务业合作区內，設桂灣站、航海路站和前海公園站三個車站，其中桂灣站採用蓋挖法施工，航海路站和前海公園站採用明挖法施工，而桂灣站至前海公園站採用盾構法施工。
2015年4月6日，桂湾站破土動工，標誌5號線南延段一期正式動工。。2018年7月8日，深圳地铁5号线南延线赤湾至荔湾区间矿山法隧道实现贯通，至此深圳地铁5号线南延线隧道全线贯通。
2019年3月31日至4月1日，首列為應付5號線南延段而向中車株機增購的地鐵車輛，以乙種運送方式送抵7號線深雲車輛段（並於稍後轉至5號線），是深圳市地鐵集團首次通過乙種運送（而非甲種運送加「擺渡」貨車）方式接收新車。
2019年6月3日，5号线二期项目（南延线）工程通过项目工程验收。同日，5号线南延线建设方、运营方在前湾公园站举行了简单的交接仪式，深圳地铁运营集团全面进驻并正式启动试运行。
2019年8月4日起，5号线南延线正式进入20天以上的空载“跑图”试运行阶段。车站广播、车站显示屏以及站内导向标识将陆续新增5号线南延段车站的信息。
2019年9月28日中午11時，5号线南延线正式投入运营，线路全长7.65公里。

### 西延段
2019年2月25日進行该段環境評估公示。
2019年4月11日，该工程正式开展前期工作，并已完成围挡工作，即将开工。
2019年8月13日，西延段开工建设，线路全长2.88公里，共设3座车站，预计2025年12月建成通车。
截至2023年9月，深圳地鐵5號線西延線東門路站主體結構完成100％；建設路站主體結構完成100％；大劇院站主體圍護結構完成100％，主體結構完成45％；黃東區間完成100％；東建區間右線完成100％，左線完成90％。
2023年11月，深圳地鐵5號線西延項目大劇院站北側附屬頂板混凝土澆築完成，為地下主體結構施工提供了條件。
2024年1月，深圳地鐵5號線西延黃~東盾構區間完成100%，東~建盾構區間完成100%。
2024年9月，西延項目大劇院站折返綫頂管施工正式開始。

## 行车間隔
运营时间为每天的6时30分至23时。全程运行时间为80分钟。从赤湾到黄贝岭全程单向票价为7元。行车间隔如下：
| 工作日                   | 工作日                   | 周末及节假日  |
| 早高峰                   | 晚高峰                   | 全日班次      |
| 2分30秒（黄贝岭↔前海湾） | 3分07秒（黄贝岭↔前海湾） | 4分（全程車） |
| 5分（全程车）            | 6分14秒（全程车）        | 4分（全程車） |
| 其它時段                 |                          | 4分（全程車） |
| 5分25秒（全程車）        |                          | 4分（全程車） |

## 車站及接駁路綫
| 赤湾                                                              | Chiwan                 | 0    | 0     | 南山区                          | 2019年9月28日        | █2号线                                   | 地下島式月台       |
| 荔湾                                                              | Liwan                  | 2.60 | 2.60  | 南山区                          | 2019年9月28日        |                                          | 地下島式月台       |
| 铁路公园                                                          | Railway Park           | 0.70 | 3.20  | 南山区 前海深港现代服务业合作区 | 2019年9月28日        | █15号线                                  | 地下島式月台       |
| 妈湾                                                              | Mawan                  | 0.70 | 3.90  | 南山区 前海深港现代服务业合作区 | 2019年9月28日        |                                          | 地下島式月台       |
| 前灣公园                                                          | Qianwan Park           | 1.18 | 5.08  | 南山区 前海深港现代服务业合作区 | 2019年9月28日        |                                          | 地下島式月台       |
| 前湾                                                              | Qianwan                | 0.88 | 5.96  | 南山区 前海深港现代服务业合作区 | 2019年9月28日        | █9号线                                   | 地下島式月台       |
| 桂湾                                                              | Guiwan                 | 1.25 | 7.21  | 南山区 前海深港现代服务业合作区 | 2019年9月28日        |                                          | 地下島式月台       |
| 前海湾                                                            | Qianhaiwan             | 0.56 | 7.77  | 南山区 前海深港现代服务业合作区 | 2011年6月22日        | █1号线 █11号线                           | 地下島式月台       |
| 临海                                                              | Linhai                 | 1.37 | 9.14  | 宝安区                          | 2011年6月22日        |                                          | 地下島式月台       |
| 宝华                                                              | Baohua                 | 0.88 | 10.02 | 宝安区                          | 2011年6月22日        |                                          | 地下島式月台       |
| 宝安中心                                                          | Bao'an Center          | 0.63 | 10.65 | 宝安区                          | 2011年6月22日        | █1号线                                   | 地下侧式月台       |
| 翻身                                                              | Fanshen                | 0.84 | 11.49 | 宝安区                          | 2011年6月22日        |                                          | 地下岛式月台       |
| 灵芝                                                              | Lingzhi                | 1.53 | 13.02 | 宝安区                          | 2011年6月22日        | █12号线                                  | 地下岛式月台       |
| 洪浪北                                                            | Honglang North         | 0.91 | 13.93 | 宝安区                          | 2011年6月22日        | █15号线                                  | 地下岛式月台       |
| 兴东                                                              | Xingdong               | 1.19 | 15.12 | 宝安区                          | 2011年6月22日        | █29号线                                  | 地下岛式月台       |
| 留仙洞                                                            | Liuxiandong            | 2.72 | 17.84 | 南山区                          | 2011年6月22日        | █13号线                                  | 地下岛式月台       |
| 西丽                                                              | Xili                   | 1.12 | 18.96 | 南山区                          | 2011年6月22日        | █7号线 █27号线                           | 地下侧式月台       |
| 大学城                                                            | University Town        | 1.14 | 20.10 | 南山区                          | 2011年6月22日        |                                          | 地下一岛一侧式月台 |
| 塘朗                                                              | Tanglang               | 3.70 | 23.80 | 南山区                          | 2011年6月22日        |                                          | 高架岛式月台       |
| 长岭陂                                                            | Changlingpi            | 1.56 | 25.36 | 南山区                          | 2011年6月22日        | █27号线                                  | 高架双岛式月台     |
| 深圳北站                                                          | Shenzhen North Station | 2.55 | 28.91 | 龙华区                          | 2011年6月22日        | █4号线 █6号线 深圳北站                   | 地下侧式月台       |
| 民治                                                              | Minzhi                 | 1.27 | 30.18 | 龙华区                          | 2011年6月22日        | █22号线                                  | 地下岛式月台       |
| 五和                                                              | Wuhe                   | 2.34 | 32.52 | 龙岗区                          | 2011年6月22日        | █10号线                                  | 地下岛式月台       |
| 坂田                                                              | Bantian                | 1.05 | 33.57 | 龙岗区                          | 2011年6月22日        |                                          | 地下一岛一侧式月台 |
| 杨美                                                              | Yangmei                | 0.95 | 34.52 | 龙岗区                          | 2011年6月22日        |                                          | 地下岛式月台       |
| 上水径                                                            | Shangshuijing          | 2.66 | 37.18 | 龙岗区                          | 2011年6月22日        |                                          | 地下岛式月台       |
| 下水径                                                            | Xiashuijing            | 1.08 | 38.26 | 龙岗区                          | 2011年6月22日        |                                          | 地下岛式月台       |
| 长龙                                                              | Changlong              | 0.85 | 39.11 | 龙岗区                          | 2011年6月22日        |                                          | 地下岛式月台       |
| 布吉                                                              | Buji                   | 1.05 | 40.16 | 龙岗区                          | 2011年6月22日        | █3号线 █14号线 深圳东站                  | 地下岛式月台       |
| 百鸽笼                                                            | Baigelong              | 1.51 | 40.67 | 龙岗区                          | 2011年6月22日        | █17号线                                  | 地下一岛一侧式月台 |
| 布心                                                              | Buxin                  | 1.90 | 41.57 | 罗湖区                          | 2011年6月22日        |                                          | 地下岛式月台       |
| 太安                                                              | Tai'an                 | 0.85 | 42.42 | 罗湖区                          | 2011年6月22日        | █7号线                                   | 地下岛式月台       |
| 怡景                                                              | Yijing                 | 2.09 | 44.51 | 罗湖区                          | 2011年6月22日        |                                          | 地下岛式月台       |
| 黄贝岭                                                            | Huangbeiling           | 1.65 | 46.16 | 罗湖区                          | 2011年6月22日        | █2号线                                   | 地下双岛式月台     |
| 5号线西延段                                                       |                        |      |       |                                 |                      |                                          |                    |
| 湖贝                                                              | Hubei                  | 1.14 | 47.30 | 罗湖区                          | 預計2025年12月底開通 | █2号线                                   | 地下島式月台       |
| 东门                                                              | Dongmen                | 0.34 | 47.64 | 罗湖区                          | 預計2025年12月底開通 |                                          | 地下島式月台       |
| 大劇院                                                            | Grand Theater          | 1.46 | 49.10 | 罗湖区                          | 預計2025年12月底開通 | █1号线 █2号线 █9号线 █11号线（紅嶺南站） | 地下侧式月台       |
|                                                                   | 注释                   |      |       |                                 |                      |                                          |                    |
| 1↑ 斜体标示的车站，尚未启用。 2↑ 斜体标示的换乘或转乘，尚未启用。 |                        |      |       |                                 |                      |                                          |                    |
| 论 编                                                             |                        |      |       |                                 |                      |                                          |                    |

### 線網轉乘站

#### 已投入使用
- 赤灣站：轉乘2號線。2號線建設時僅作出大廳短通道換乘的考慮，為大廳短通道轉乘，並設有2、5號線的聯絡線。
- 前灣站：轉乘9號線。建設時已作出預留，為L型節點轉乘或大廳轉乘。
- 前海灣站：轉乘1號線和11號線。三線透過地下一樓的共用大廳進行轉乘，並設有1、5號線以及5、11號線的聯絡線。
- 寶安中心站：轉乘1號線。兩線同步建設，為十字型節點轉乘。
- 靈芝站：轉乘12號線。建設時已作出預留，為十字型節點轉乘，並設有5、12號線的聯絡線。
- 西麗站：轉乘7號線。建設時已作出預留，為L型節點轉乘或大廳轉乘，並設有5、7號線的聯絡線。
- 深圳北站：轉乘4號線和6號線。 4號線和5號線同步建造，經由直達扶梯接入（不需經過地面）兩線大廳，為大廳轉乘；4號線建設時已預留6號線的高架大廳和月台（現與4號線大廳共用）；同樣地，5號線轉乘6號線也需經由共用大廳轉乘。
- 五和站：轉乘10號線。建設時有預留換乘條件，為十字型節點轉乘或大廳轉乘。
- 布吉站：轉乘3號線和14號線。3號線建設時已考慮換乘扶梯接入兩線大廳，但3號線為高架站，5號線為地下站，因此需通過較長的換乘通道才能抵達；與14號線為大廳通道轉乘。
- 太安站：轉乘7號線。建設時已作出預留，為月台節點轉乘。
- 黃貝嶺站：轉乘2號線。兩線同步建設，為同台轉乘，並設有2、5號線的聯絡線。

#### 即將成為轉乘站的車站
- 铁路公园站：轉乘15號線。建設時未作出預留，預計為大廳通道轉乘。
- 媽灣站：轉乘21號線。21號線為遠期線路，未作預留。
- 前灣公園站：换乘27号线，27號線二期為遠期線路，未作預留。
- 洪浪北站：轉乘15號線。建設時未作出預留，預計為大廳通道轉乘。
- 兴东站：轉乘29號線。建設時未作出預留，轉乘方式未知。
- 留仙洞站：轉乘13號線。建設時未作出預留，預計為大廳通道轉乘。
- 长岭陂站：轉乘27號線。建設時未作出預留，轉乘方式未知。
- 民治站：轉乘22號線。建設時未作出預留，轉乘方式未知。
- 百鸽笼站：轉乘17號線。建設時未作出預留，轉乘方式未知。
- 大劇院站：轉乘1號線和2號線。1號線和2號線建設時均未作出預留，預計5號線月台將設於1號線和2號線中間，屆時將會打通各部分的車站大廳，形成大廳轉乘。

#### 需擴建的轉乘車站
- 五和站：轉乘规划中轴城际、深大城际铁路（33號線）及深惠城际铁路。5號綫和10號線建設時均未作出預留，但此站升級成綜合交通樞紐，預計與33號線和深惠城际形成大廳通道轉乘；33號線與深惠城际为双岛四线式同台换乘，廣深中軸城際為為遠期線路，33號線建設時同步建設站台部分。

#### 设有预留的换乘站
- 西麗站：原計劃轉乘13号线，車站在建設時已預留岛式站台的部分结构，但由于受到西丽火车站枢纽改裝等的原因，與13號線的換乘站變更為留仙洞站，故13号线未能使用该预留结构。但现时规划27號線经过本站换乘，预计或将利用该预留结构。

## 使用車輛

### 深圳地鐵南車株機電動列車
2009年5月9日，深圳地铁與南车株洲电力机车订购30列5號線地铁列车（編號為05A2206株 501-522及05A0806株 523-530，共每列6节，共180节），首列列車已於2010年9月11日交付。列車大致與1号綫2期工程的26列列车大致相同，启动音與1号綫二期工程的26列列车、上海轨道交通13号线列车相同。
该线列车信号系统与2号綫列车信号系统相同，因此该线列车可以在2號線上行驶。

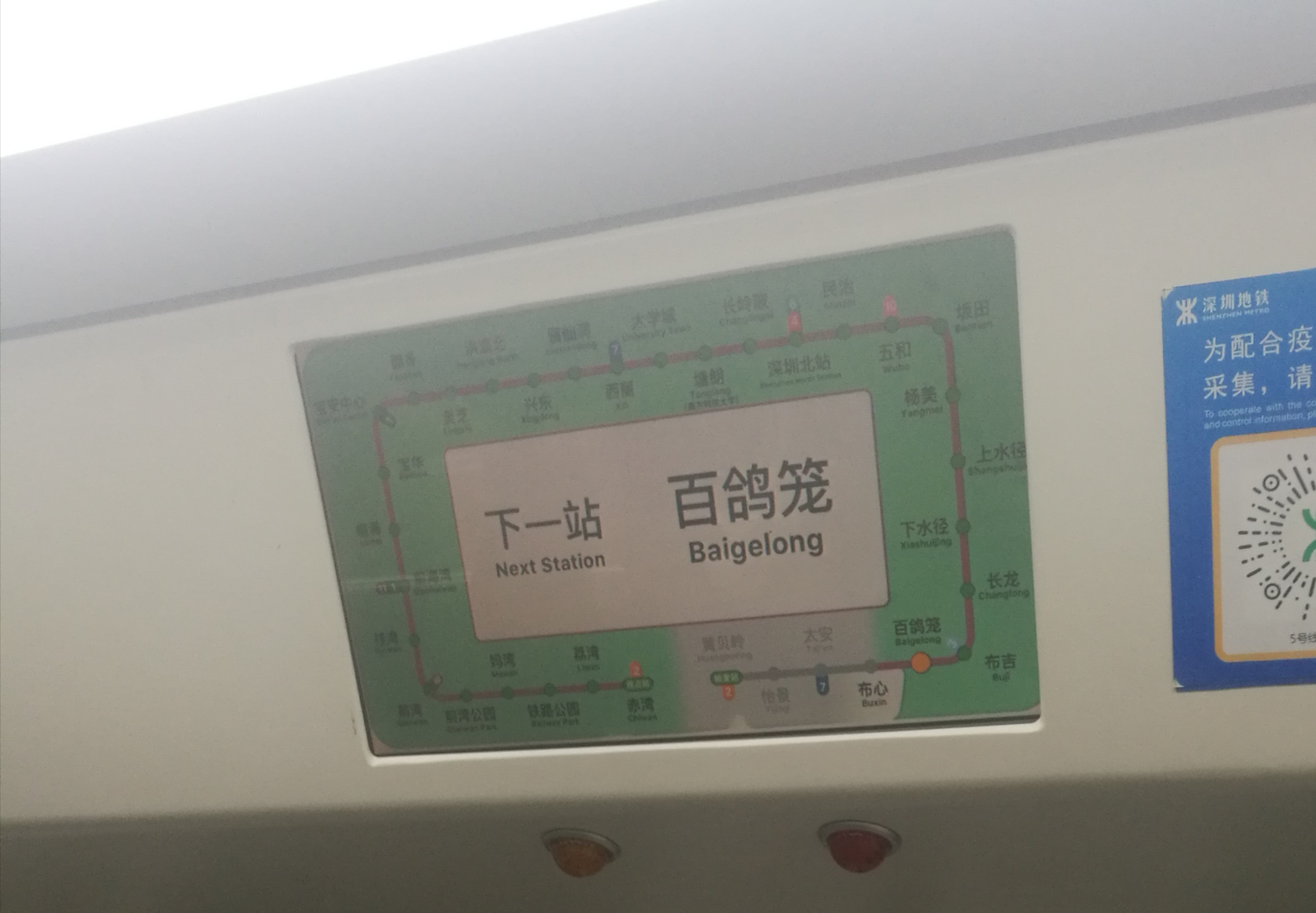
5号线南车株机列车的报站显示屏

由於5號線運營壓力劇增，2012年7月30日，2号綫临时下撥212車和213車增援5號線。于2016年初，由于5号线增购列车陆续上线后运力问题得到缓解，212车与213车归还2号线运营。

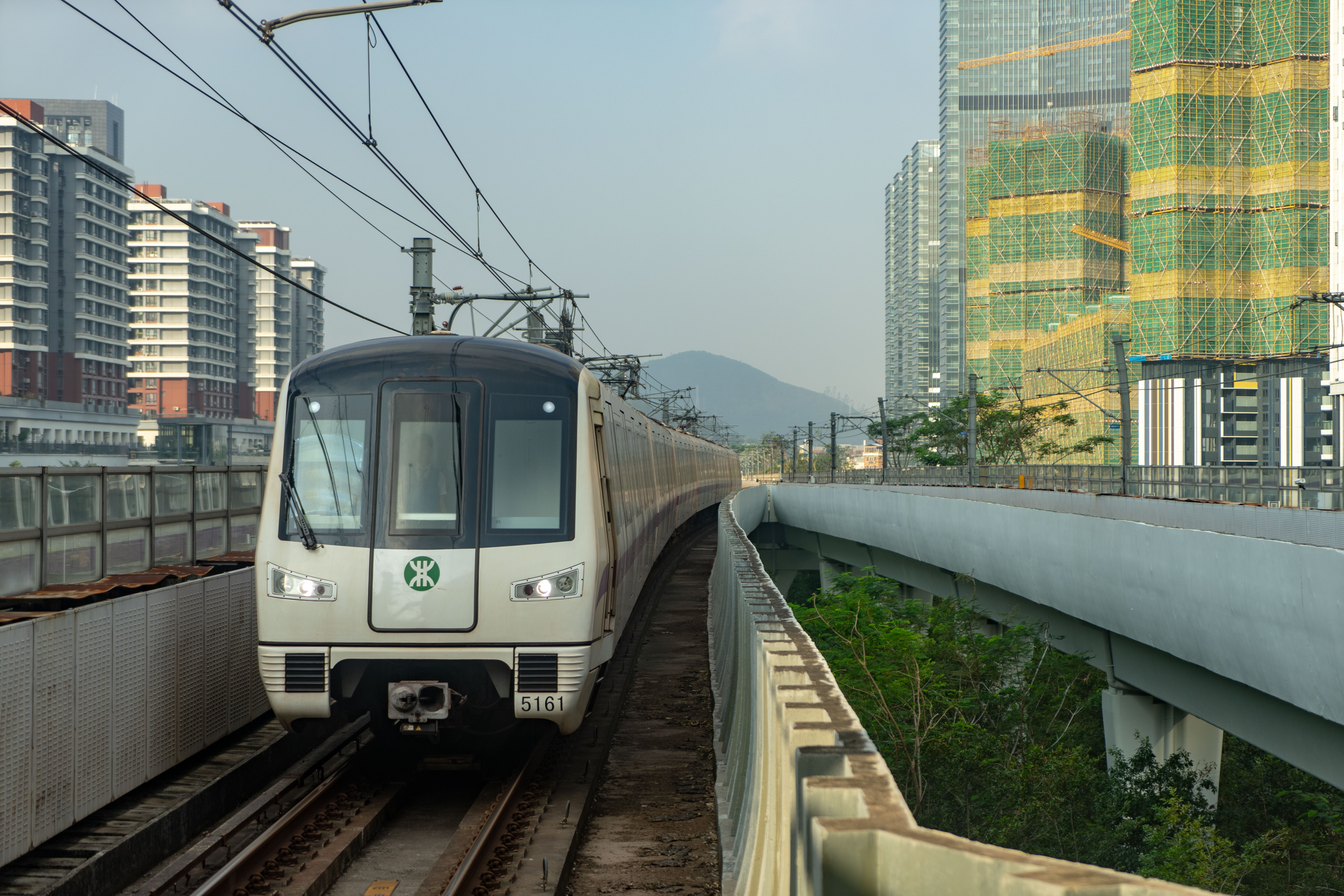
深圳地鐵株洲製國產化A型地鐵列車

### 北车長客製國產化A型地鐵客車
深圳地铁與北车長春軌道客车增購21列5號線地铁列車（編號為05A2106長 531-551，每列6节，共126节）。另有2列2號線列車支援5號線，每列6節，共12節。
由於5號線運營壓力劇增，2号綫撥237車和238車長期增援5號線。

### 中车株機製國產化A型地鐵客車
深圳地铁與中车株洲电力机车订购7列5號線地铁列车（編號為05A0706株 552-558， 每列6节，共42节），首列列車已於2019年4月1日交付。另有4列2/8號線列車支援5號線，每列6節，共24節。
由於5號線運營壓力劇增，2号綫撥253車、256車、257車、269(812)車、270(813)
車和277(820)車長期增援5號線。

## 报站语音
5号线的报站采用了深圳地铁的标准报站方式，使用普通话、粤语、英语报站，疫情期间亦有普通话的扫码登记提示。
报站语音：“下一站，XXX，列车运行方向X侧的车门将会打开，请小心列车与站台之间的空隙。”

## 未來發展

### 南延线
根據深圳市發改委亦在2019年2月25日進行環境評估公示，南延线西端將從赤灣站進一步延長到郵輪客運港。

### 西延线
5号线东端原计划是在大剧院为终点站，但受到资金有限和规划的工程難度較大等其他因素影響最後只能以黄贝岭为終點站，然而黄贝岭站离罗湖核心商業市区域尚有一段距离，乘客如果想要前往东门等核心商圈以及福田区各地仍需要再次换乘，一定程度上容易造成过度拥挤，甚至已发生多次由于月台空间狭窄较小引起的踩踏引起意外事故。此外，因罗湖区正在进行大规模大范围的城市更新，未来车站客流量将會进一步再次上升，既現有2号线已經无法满足沿线客流需求。再加上8号线改为由2号线直接延长至盐田后导致其原先文锦-国贸区间被长期取消，未来又将引入盐田、莲塘的客流，以及现阶段的9号线与1、2号线因大剧院站和红岭南站之间没有連接换乘通道相通的缘故，乘客需要出站换乘而进一步导致的客流压力，故未來5號線將西延至大劇院站，以缓解黄贝岭站的巨大客流压力。目前计划设置東門路、建设路和大剧院三站。原动工时间为2018年年末，计划2022年年底通车运营。深圳市發改委會在2019年2月25日進行该段環境評估公示。2019年4月11日，该工程正式开展前期工作，并已完成围挡工作，於2019年8月13日正式動工建設，預計2025年年底落成。工程需於繁忙的深南東路下開工，亦需下穿及規避1號綫、2號綫、廣深鐵路等既有鐵路，由於工程難度極高，因此建設时间较长。

## 外部連結
- 远期轨道交通线网方案（至2030年），深圳市規劃局